# Adriaan Dijxhoorn
Adriaan Quirinus Hendrik Dijxhoorn (Rotterdam, 11 maggio 1894 – De Steeg, 22 gennaio 1953) è stato un militare e politico olandese, ricoprendo contemporaneamente la funzione di comandante militare e ministro della difesa dei Paesi Bassi.
Ottenne questo secondo incarico da poco prima l'inizio della seconda guerra mondiale fino all'Invasione tedesca dei Paesi Bassi. Prima della guerra, il Capo di stato maggiore delle forze armate dei Paesi Bassi era il generale Izaak Reijnders. Dijxhoorn, nella difficile posizione di comandare Reijnders, ufficiale più alto di lui in grado, costrinse quest'ultimo alle dimissioni, dopo l'ennesimo diverbio tra i due. Al suo posto dette l'incarico al generale in pensione Henri Winkelman. Dopo la resa dei Paesi Bassi, riparò a Londra, raggiungendo la regina Guglielmina e il governo in esilio.